# 服部嵐雪

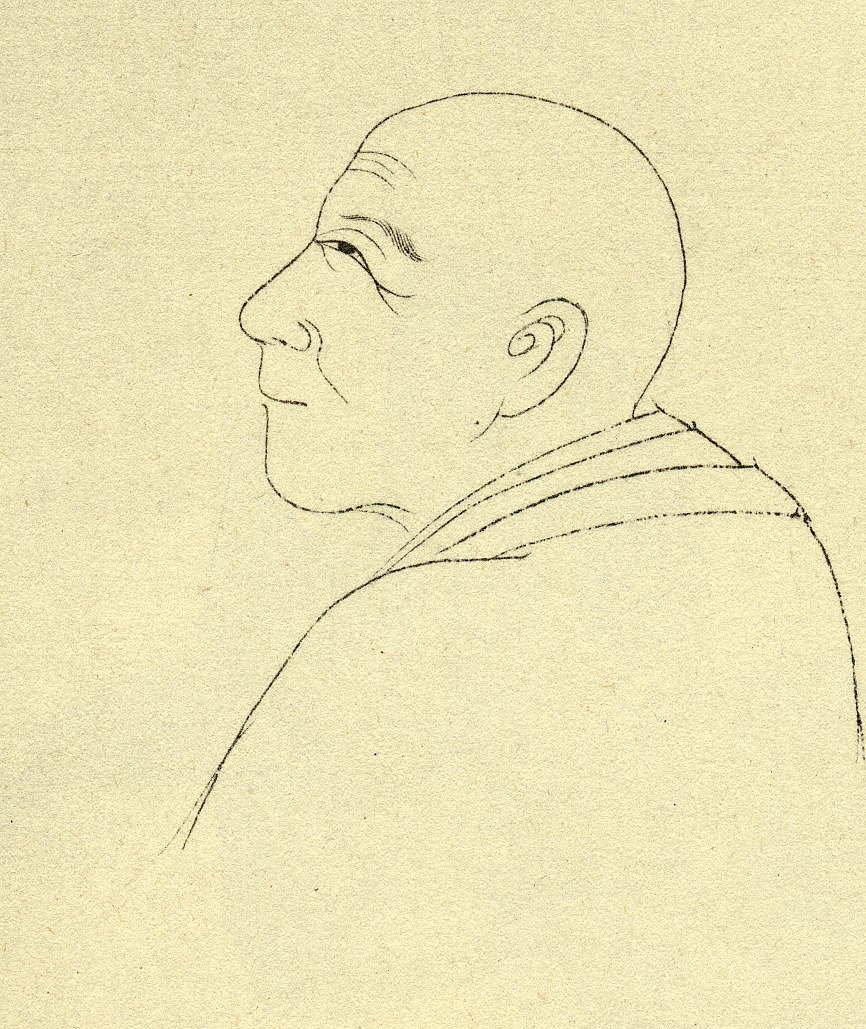
嵐雪／小栗寛令・筆

服部 嵐雪（はっとり らんせつ、承応3年（1654年） - 宝永4年10月13日（1707年11月6日））は、江戸時代前期の俳諧師。幼名は久馬之助または久米之助、通称は孫之丞、彦兵衛など。別号は嵐亭治助、雪中庵、不白軒、寒蓼斎、寒蓼庵、玄峯堂、黄落庵など。松尾芭蕉の高弟。雪門の祖。

## 経歴
服部家は淡路出身の武家で、父服部喜太夫高治も常陸麻生藩主・新庄直時などに仕えた下級武士であった。嵐雪の生れについては、江戸湯島とする説と、淡路国三原郡小榎並村（現：兵庫県南あわじ市榎列小榎列）とする説がある。これについて潁原退蔵は、実家が淡路、嵐雪自身は江戸の生れであったため両説が伝えられたのではないかと考察している。長男である嵐雪も一時、常陸笠間藩主の井上正利に仕えたことがある。若い頃は相当な不良青年で悪所（遊里や芝居町）通いは日常茶飯事であった。
延宝2年（1673年）または3年（1674年）ころ、松尾芭蕉に入門したと見られる。蕉門で最古参の一人となる。延宝6年（1678年）、不卜編『俳諧江戸広小路』に付句が2句入集したのが作品の初見である。延宝8年（1680年）には同門宝井其角の『田舎之句合』に序を草し、『桃青門弟独吟廿歌仙』に入集。以後『虚栗（みなしぐり）』、『続虚栗』などに作品を採用された。
貞享5年（1688年）には『若水』を刊行し、同年立机して宗匠となり、元禄3年（1690年）には『其帒（そのふくろ）』を刊行して俳名を高めた。元禄7年（1694年）、『別座鋪』に対抗した『露払』の編纂にからんで深川蕉門との対立を生じ、代えて『或時集（あるときしゆう）』を刊行。また翌年には芭蕉の一周忌追善集『若菜集』を刊行した。
作風は柔和な温雅さを特徴とする。芭蕉は嵐雪の才能を高く評価し、元禄5年（1692年）3月3日の桃の節句に「草庵に桃桜あり。門人に其角嵐雪あり」と称えたが、芭蕉の奥州行脚にも嵐雪は送別吟を贈っていないなど、師弟関係に軋みが発生していた。元禄7年（1694年）10月22日、江戸で芭蕉の訃報を聞く。その日のうちに一門を参集して芭蕉追悼句会を開き、桃隣と一緒に芭蕉が葬られた膳所の義仲寺に向かった。義仲寺で嵐雪が詠んだ句は、「この下にかくねむるらん雪仏」であった。其角と実力は拮抗し、芭蕉をして「両の手に桃と桜や草の餅」と詠んだ程であったが、芭蕉没後は江戸俳壇を其角と二分する趣があった。
宝永4年（1707年）10月13日没。享年54。法名は雪中庵不白玄峯居士。駒込の常験寺に葬られ、後、雑司ヶ谷の本教寺に移された。追善集に百里斤『風の上』など。その門流は、雪門として特に中興期以後一派を形成した。

### 辞世の句
- 一葉散る咄ひとはちる風の上

## 作品を収める俳諧集
- 『枕屏風』
- 『遠のく』
- 『萩の露』
- 『曠野』
- 『虚栗』
- 『続虚栗』
- 『猿蓑』
- 『炭俵』
- 『続猿蓑』
- 『杜撰集』

## 句
うまず女の雛かしづくぞ哀なる
蜑の子にたうとがらせん道明寺
よろこぶを見よやはつねの玉箒
羽子板やたゞに目出度裏表
ほつほつと食摘あらす夫婦かな
霜朝の嵐やつゝむ生姜味噌
ふとん着て寝たる姿や東山
星合や瞽女も願の糸とらん

## 門流
| 代   | 名       | 生没年          | 備考 |
| ---- | -------- | --------------- | ---- |
| 初   | 服部嵐雪 | 1654年 - 1707年 |      |
| 二   | 桜井吏登 |                 |      |
| 三   | 大島蓼太 | 1718年－1787年  |      |
| 四   | 大島完来 |                 |      |
| 五   | 大島対山 |                 |      |
| 六   | 山口椎陰 |                 |      |
| 七   | 村井鳳洲 |                 |      |
| 八   | 服部梅年 |                 |      |
| 九   | 斎藤雀志 |                 |      |
| 十   | 杉浦宇貫 |                 |      |
| 十一 | 清水東枝 |                 |      |
| 十二 | 増田龍雨 |                 |      |